# Chotusice
Chotusice là một làng thuộc huyện Kutná Hora, vùng Středočeský, Cộng hòa Séc.